# بريتش ايروسبيس جت ستريم
بريتش ايروسبيس جت ستريم  (بالإنجليزية: British Aerospace Jetstream)‏ هي طائرة إقليمية أنتجت في 1980 بالمملكة المتحدة. من صناعة بريتش ايروسبيس. كان أول طيران لها في 28 مارس 1980. دخلت الخدمة في 29 يونيو 1982، توقف انتاجها ومازالت في الخدمة. صنع منها 386 طائرة.

## المستخدمون
- القوات الجوية الملكية السعودية